# سوری (جزیره پرنس ادوارد)
سوری (به انگلیسی: Souris) یک منطقهٔ مسکونی در کانادا است که در Kings County واقع شده‌است. سوری ۳٫۴۲ کیلومتر مربع مساحت و ۱٬۱۷۳ نفر جمعیت دارد.